# Комаровское сельское поселение (Ростовская область)
Комаровское сельское поселение — муниципальное образование в Мартыновском районе Ростовской области. 
Административный центр поселения — хутор Комаров.

## Административное устройство
В состав Комаровского сельского поселения входят:
- хутор Комаров;
- хутор Миронов;
- хутор Нива;
- хутор Новосадковский;
- посёлок Новоцелинный;
- посёлок Речной.

## Население
| 2010  | 2012  | 2013  | 2014  | 2015  | 2016  | 2017  |
| ----- | ----- | ----- | ----- | ----- | ----- | ----- |
| 2510  | ↘2448 | ↘2417 | ↘2341 | ↘2297 | ↘2280 | ↗2281 |
| 2018  | 2019  | 2020  | 2021  |       |       |       |
| ↗2299 | ↘2276 | ↘2255 | ↗2256 |       |       |       |